# Memorial de Montfaucon

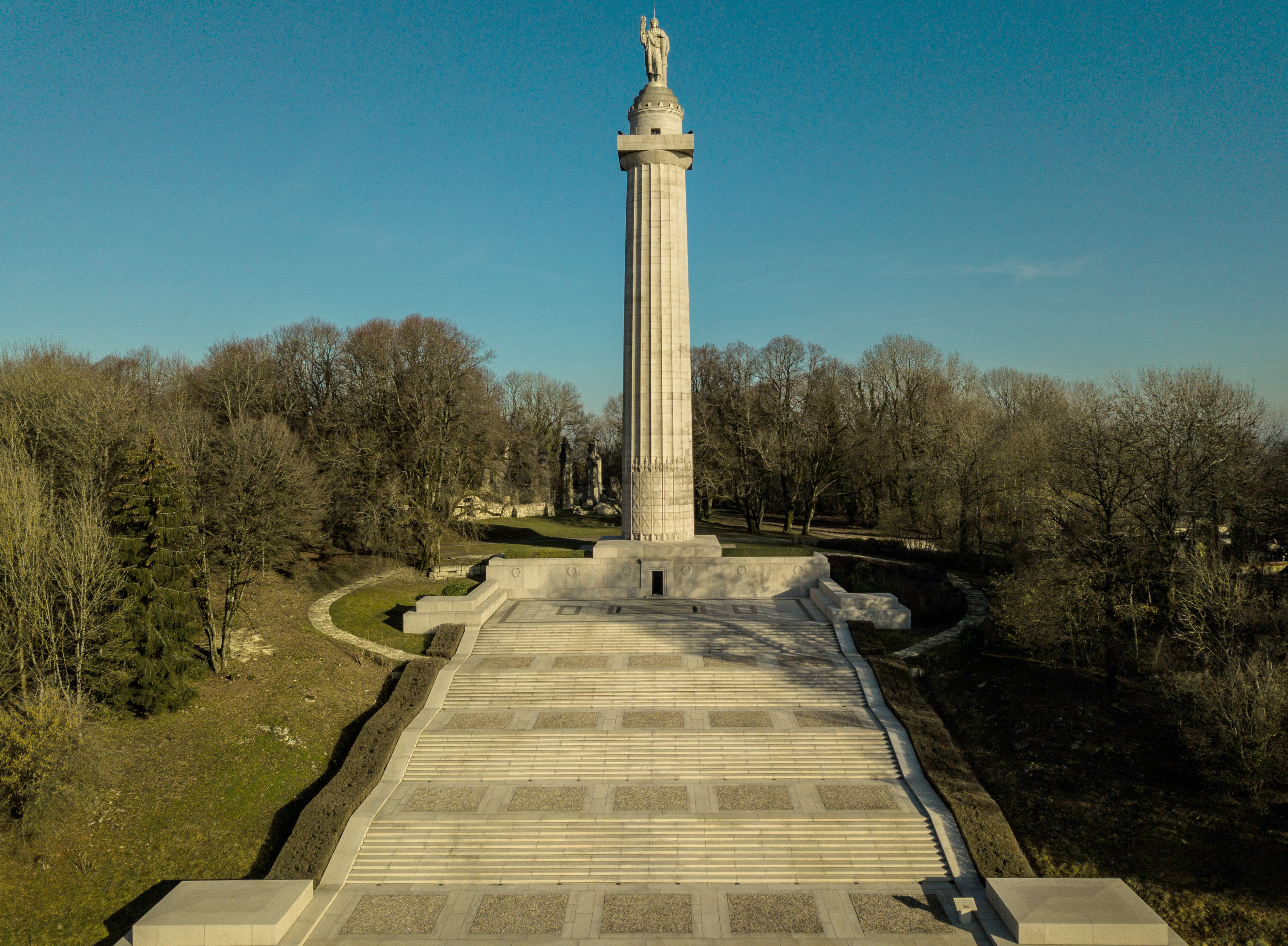
Memorial de Montfaucon

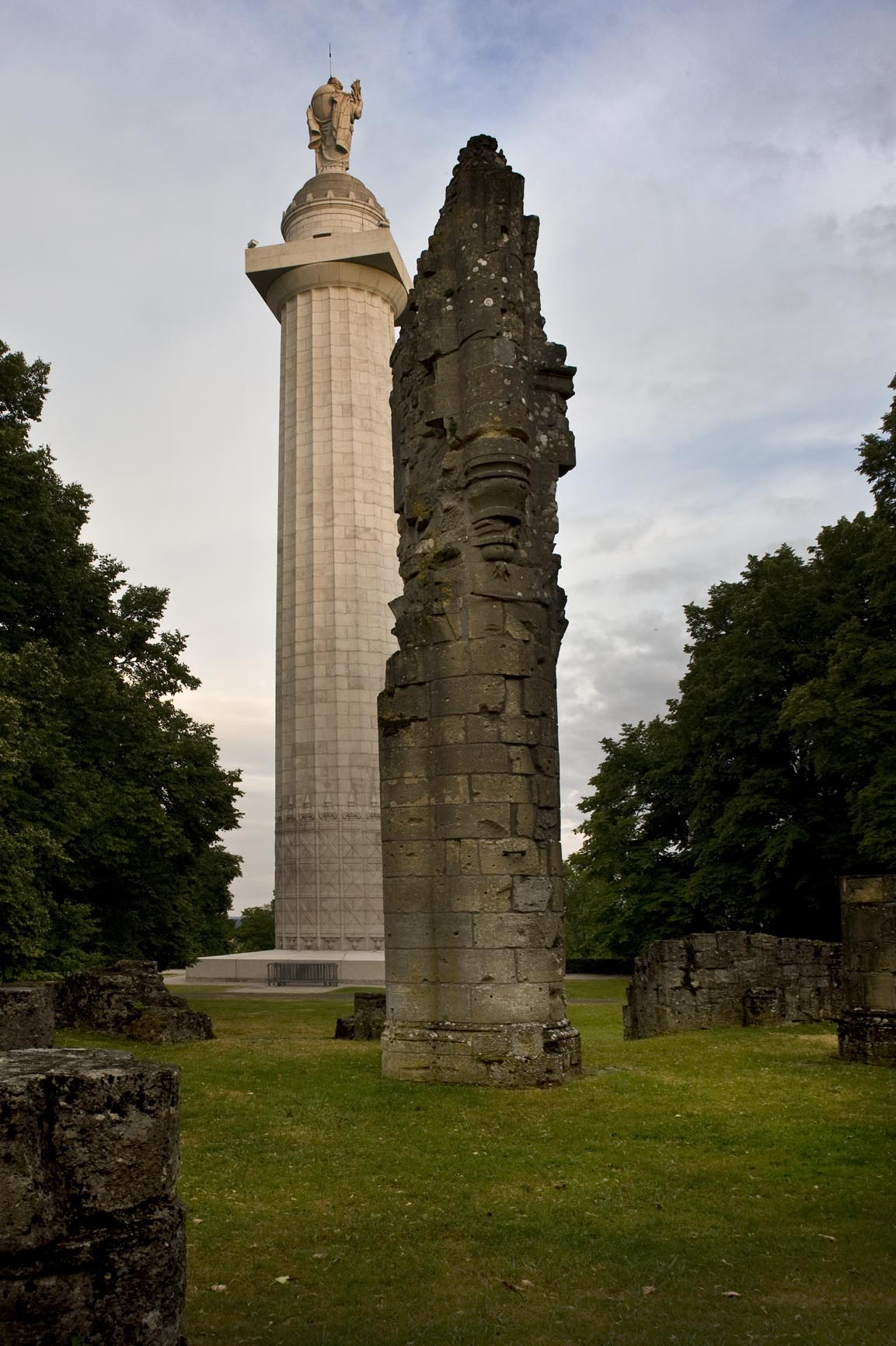
Het monument en een stuk van het verwoeste klooster

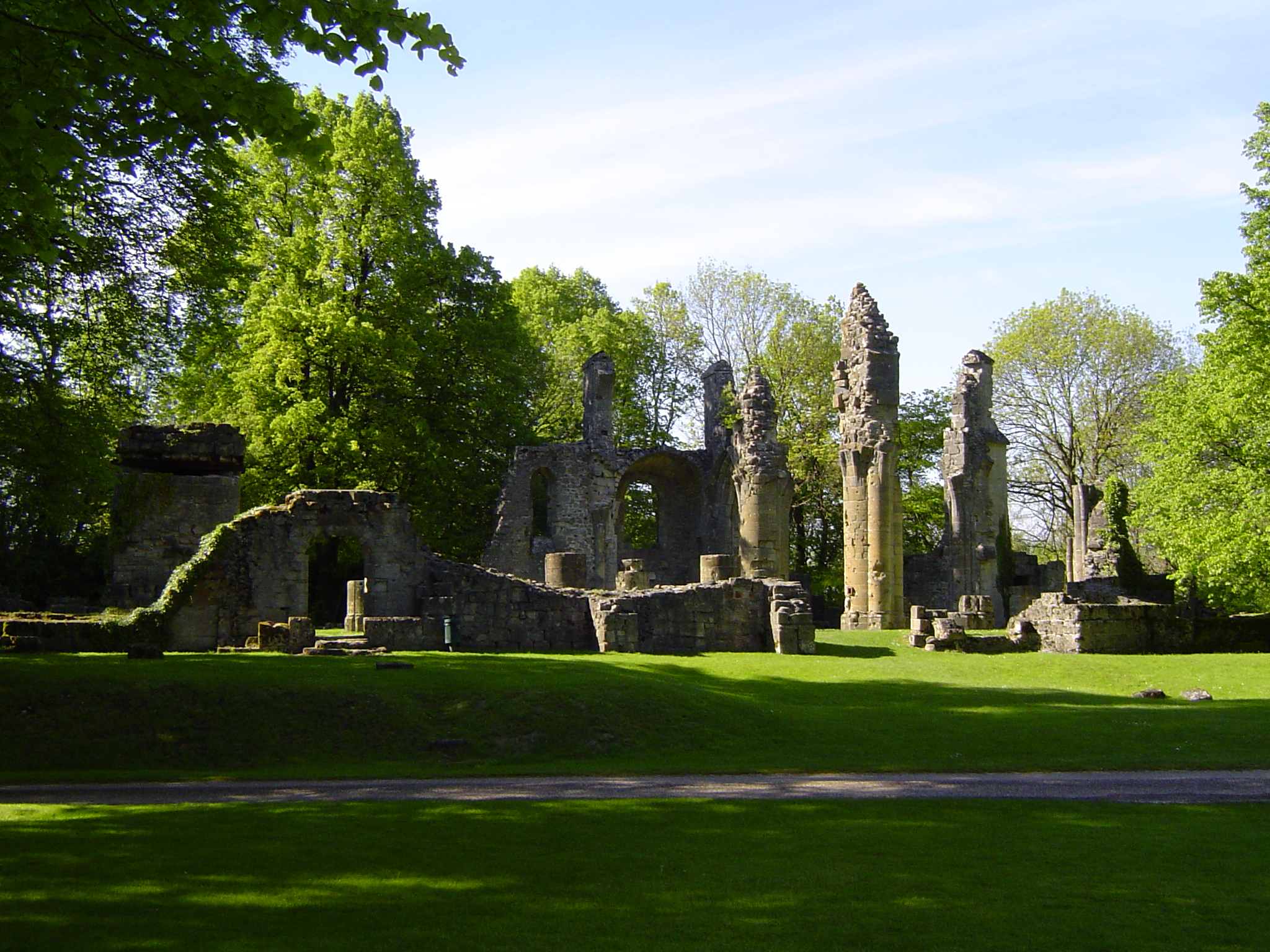
De verwoeste kloosterkerk van Montfaucon

Het Memorial de Montfaucon bevindt zich ongeveer 30 kilometer ten noorden van Verdun. Het Memorial is geplaatst ter nagedachtenis aan de Amerikaanse overwinning van het Meuse-Argonne-offensief gedurende de Eerste Wereldoorlog.

## Geschiedenis
Het plaatsje Montfaucon-d'Argonne (departement Meuse) was gebouwd op een heuvel die 280 meter boven zeeniveau ligt. Het was al bekend vanaf de 6e eeuw na Christus toen er een klooster van de Orde der Benedictijnen werd gesticht. Het dorpje was voornamelijk agrarisch. Vele veldslagen hadden het dorpje al getekend, een veldslag tegen Noormannen rond 880, tijdens de Honderdjarige Oorlog en in de 16e en 17e eeuw.
Het dorpje viel tijdens de Eerste Wereldoorlog al snel in Duitse handen. Van het dorpje zelf bleef weinig over, van de kerk en het klooster die boven op de heuvel lagen ook niet. Van de resten van de gebouwen bouwden de Duitsers diverse observatiebunkers.
Op 26 en 27 september 1918, de eerste twee dagen van het Meuse-Argonne-offensief, werd de heuvel aangevallen door de 37ste en 79ste Amerikaanse divisie en bijna 200 tanks. Na zware gevechten wisten de Amerikanen de heuvel (Hill 336) op de Duitsers te veroveren. Het offensief zou doorgaan tot het eind van de oorlog en wordt door velen gezien als een van de redenen van het einde van de oorlog. Om de overwinning van het offensief te vieren werd besloten een monument op te richten op de plek waar de eerste overwinning werd geboekt: de heuvel van Montfaucon.
De architect van het monument was John Russel Pope uit New York. De ruim 54 meter hoge toren is gemaakt van graniet in de vorm van een Dorische zuil. Bovenop staat een beeld dat de vrijheid symboliseert. De top van de toren is te bereiken door een 234 treden tellende trap te beklimmen. Vanuit de toren is het grootste gedeelte van het slagveld zichtbaar. Op heldere dagen kan men zo ver zien als het Ossuaire van Douaumont. Op de muren aan de voet van het monument zijn de namen van de divisies gegraveerd die aan de slag deelnamen. Het monument werd in 1933 voltooid en op 1 augustus 1937 officieel geopend door de Franse president Albert Lebrun.
Inmiddels is het dorpje Montfaucon-d'Argonne weer bewoond. Weliswaar niet meer op de top van de heuvel, maar nu aan de voet.

## Openingstijden
Het monument is van maandag tot en met vrijdag geopend van 9.00 's morgens tot 17.00 's middags. Tussen 1 juli en 15 september ook in het weekend. Op 25 december en 1 januari is het monument gesloten.